# 豫陕苏皖系列抢劫杀人案
豫陕苏皖系列抢劫杀人案，是指在1998年2月14日到1999年3月26日期间，发生在中华人民共和国河南省、陕西省、江苏省、安徽省的一系列抢劫杀人强奸刑事案件。

## 案犯
彭妙计，本名彭易华，1966年9月出生，原籍陕西省山阳县，从小随父母流落到陕西省周至县投靠姨母家，父亲给人打工，母亲以讨饭为生，彭因时常被寄养在庙中而被起名为“庙寄”，上小学后老师认为名字不好，在征得家人同意且不改变发音的情况下改为“妙计”。
彭妙计小学四年级后因交不起学杂费辍学，12岁时被拐卖到河南漯河，两年后一路乞讨逃回周至，在陕西关中、渭北一带流浪和打工为生。1982年，16岁的彭妙计认为父亲贫穷，养不起家，将母亲以几百元价格卖到江苏省。两年后以亲妹妹为抵押将母亲赎回，安置于山阳老家，并将其母在江苏所生的一子卖掉。1985年，彭到周至园林场打工，一年后因承包期满再次流浪。1989年春，彭经人介绍过继给周至县辛家寨乡一个修自行车的孤寡老人王建辉，改名为“王宏德”。1993年，王建辉向彭妙计要20元钱看病，彭只给5元钱，王认为靠不住，遂与彭妙计解除父子关系。1990年，彭妙计在周至县终南镇三湾村给胡某打工，并与胡某的女儿私奔到户县，生下两个儿子和一个女儿，后将一个儿子卖掉，女儿送给别人，自己留下一个儿子，彭以修自行车为生。
1992年，彭妙计偷了一头牛到周至县广济乡桑园村的姨姐夫王占余家宰杀，被失主顺着牛蹄印一路追踪到王家，彭妙计发现事情败露后逃跑，王占余被公安机关抓走，后死于周至县看守所。
1995年，彭妙计携妻儿逃到潼关、灵宝一带的金矿打工，此后开始从事犯罪活动。
1997年，彭妙计经熟人介绍，用作案所得的赃款在湖北省钟祥市九里乡杨桥村修建楼房，并将妻子与孩子安置此处。

## 抢劫
彭妙计在金矿打工期间，结识了同乡周改良、孟双龙、刘二等人，在打工之余盗卖矿石。1996年开始，彭妙计结识赵小军、王天新、张健、刘军、苏小平、丁运好以及四川人“狗子”等人，彭自封为头领，开始进行组织犯罪活动，作案对象多为过去曾打过工的矿主和在矿区收购黄金的个体户。1996年8月至1997年8月期间，彭妙计一伙持匕首、木棍等作案工具对31名受害人进行捆绑殴打，抢劫现金5.4万余元，黄金998克及其他贵重物品。
1997年7月24日凌晨3时，彭妙计一伙5人蒙面闯入潼关县太要镇张某家中，在抢劫过程中，除彭妙计以外的4人将女主人轮奸。事后同伙王天新、赵小军等人被警方抓获，彭转而与未参加此次作案的丁运好、苏小平以及“狗子”行动。彭妙计认为农村家庭结构普遍在5人以上，自己4个人的力量有些悬殊，此后作案开始携带菜刀和铁锤威胁受害人。

## 杀人
1998年2月14日，彭妙计一伙携带匕首闯入陕西省潼关县桐峪镇小口村郭某某家中，在抢劫过程中，由于受害人极力反抗，彭持匕首将受害人捅死，此次作案是彭妙计团伙第一起杀人案件。
1998年2月14日至1999年3月26日期间，彭妙计一伙流窜到陕西、河南以及江苏丰县、邳州，安徽亳州等21个县市区33个行政村，蒙面入室抢劫作案38次（其中3次未遂），抢劫中致死76人，重伤3人，轻伤5人，轻微伤2人，抢劫现金4万余元，金首饰价值10万余元，自行车3辆，摩托车1辆，七连发猎枪1支。被害者年龄最大的70岁，最小的仅8个月。杀死女性31人，被强奸或奸尸22人。杀死14岁以下儿童22人。抢劫过程中，彭妙计一伙手段残忍，用菜刀和剪刀割断40人喉管，割下4个受害人的阴茎。抢劫后，丁运好强奸受害人3人，与苏小平共同轮奸1人。
由于同伙“狗子”知晓彭的陕西老家以及湖北钟祥的住处，彭妙计感到害怕。1998年4月2日凌晨4时许，在陕西潼关作案后的返回途中，彭以“不可靠”为由，示意丁运好用铁锤将“狗子”打死并浇上食用油焚尸。
| 时间                      | 地点                                   | 概要 |
| ------------------------- | -------------------------------------- | --- |
| 1998年2月14日             | 陕西省潼关县桐峪镇小口村               | 携带匕首闯入陕西省潼关县桐峪镇小口村郭某某家中，在抢劫过程中，由于受害人极力反抗，彭持匕首将受害人捅死，劫走56元钱。 |
| 1998年3月8日凌晨1时       | 河南省灵宝市豫灵镇堡里村               | 用铁锤砸门入室闯入冯某某家中，将冯某某手脚捆绑后杀死，翻出一块白纱布制成蒙面布，抢走一件半新黄色夹克衫 |
| 1998年3月8日凌晨2时       | 河南省灵宝市豫灵镇堡里村               | 翻后墙进入秦某某家中，用棍子将秦某某击昏并将秦夫妇二人手脚捆绑，劫走500元钱、5.5公斤锌丝、1公斤银粉、1副银耳环、1条项链。 |
| 1998年3月31日凌晨2时      | 河南省灵宝市豫灵镇文底村               | 潜入周某某家中偷走一瓶润肤霜、一瓶洗面奶、一瓶白酒和一包花生，并用周家的红绸布制作蒙面布。随后挖洞进入李某某家院内并用铁锤砸门闯入，用木棍和铁锤击打李夫妇二人头部致死，在粮食柜翻出20多元钱，并在现场吃花生米、喝完酒后逃离。 |
| 1998年4月2日凌晨          | 陕西省潼关县太要镇窑上村               | 蒙面捶门入室后用床单捆绑受害人，翻粮食柜，喝麦乳精，抢走现金300余元、一些金银首饰和一壶食用油。在逃跑过程中将知晓彭妙计个人情况的“狗子”打死并浇上食用油焚尸。                                                                  |
| 1998年7月20日凌晨         | 陕西省潼关县代字营乡北洞村             | 杀死亢某某一家8人。 |
| 1998年7月23日             | 河南省灵宝市豫灵镇坡底村               | 杀死村民刘某某。 |
| 1998年8月4日              | 河南省灵宝市豫灵镇寺庄村               | 杀死村民王某某一家5人，其中受害者年龄最大58岁，最小1岁零8个月。 |
| 1998年8月14日凌晨1时      | 陕西省户县天桥乡南斑竹村               | 杀死开路边诊所的许某某一家3人。 |
| 1998年8月17日凌晨3时      | 陕西省乾县阳峪乡阳砦村                 | 闯入路边开小商店的王某某家中，杀死王家中的3个孩子，王某某极力反抗后凶手逃离现场。 |
| 1998年8月18日凌晨         | 陕西省礼泉县史德镇陈迪前村             | 杀死开小商店的周某某一家4人。 |
| 1998年8月20日凌晨         | 陕西省高陵县鹿苑镇古城村               | 杀死路边开修车铺的王某某夫妇，随后闯入路边一小商店，将刘某某打成重伤，女主人被惊醒后呼救，凶手逃离现场。 |
| 1998年11月6日凌晨3时      | 陕西省富平县流曲镇流曲村               | 杀死路边开小卖部的孙某某一家3人。 |
| 1998年11月8日凌晨3时      | 陕西省蒲城县椿林镇岳光村               | 杀死开小卖部的吕某某夫妇。 |
| 1998年11月11日凌晨3时     | 陕西省大荔县柏士乡王家村               | 杀死开小商店的贾某某。 |
| 1998年11月18日凌晨1时     | 河南省灵宝市尹庄镇岳渡村               | 杀死开诊所的赵某某一家3人。 |
| 1998年12月15日            | 河南省伊川县白沙乡常岭村               | 杀死常某某夫妇。 |
| 1998年12月16日            | 河南省登封市大金店镇文村               | 杀死路边商店一家，男性受害人的阴茎被剪掉。 |
| 1998年12月18日            | 河南省新郑市薛店乡                     | 杀死路边商店一家。 |
| 1999年1月17日             | 陕西省蓝田县李后乡荀家村               | 杀死谢某某一家3人。 |
| 1999年3月18日凌晨2时      | 陕西省宝鸡市眉县横渠乡坡下村           | 杀死邢某某夫妇，女主人被奸尸。 |
| 1999年3月19日凌晨3时      | 陕西省周至县竹峪乡仓峪村               | 杀死徐某一家5人，2名女受害人被奸尸。 |
| 1999年3月21日凌晨2时      | 陕西省咸阳市杨凌区大寨乡蒋家村         | 杀死蒲某某一家3人，男性受害人的阴茎被剪掉。 |
| 1999年3月26日凌晨1时至2时 | 河南省南阳市内乡县湍东镇周洼村、黄沟村 | 杀死周洼村开小商店的周某某夫妻2人、黄沟村开路边诊所的周某某祖孙3人 |

## 侦破
1998年10月21日，新华社《国内动态清样》编发了陕西分社提供的《陕西关中地区连发杀人大案，引起群众恐慌》，时任中央政法委书记罗干、公安部部长贾春旺做出批示，要求豫陕两地警察及早破案。1999年3月24日，《国内动态清样》再次编发《陕西连续发生多起杀人案引起群众恐慌》，罗干、贾春旺再次批示，要求涉案地公安机关尽快破案。1999年3月底，河南省公安厅将该案列为省厅督办必破案件，限期6月底以前破案，否则追究有关人员责任。
灵宝警方在走访过程中，得知作案人员不超过4个，并通过以下特征锁定嫌疑人的身份：
- 作案过程中说陕西话、河南话、四川话，抽烟抽档次较低的陕西产香烟。
- 在抢劫过程中，多次有抢劫锌丝、清理汞金的行为，判断嫌疑人曾在潼关、豫灵一带的金矿打工，熟练掌握土法炼金技术。
- 在作案现场翻动仔细，吃东西，换穿受害者家中的衣服并丢弃破旧的衣服，判断嫌疑人的经济水平不高。
- 习惯采用挖洞的方式进入院内，判断嫌疑人的身高较矮，根据挖洞以及现场丢弃衣裤确定嫌疑人身高在1.58米左右，体态较瘦。

1999年3月10日，灵宝警方在陕西省潼关镇太要镇万仓村化妆侦察期间，村民张某某向警方反映了1997年7月24日凌晨被5名歹徒入室抢劫的经过。随后警方提审该案的涉案人员，得知有一个叫“小王”的同伙，涉案人员交代“小王”身高不足1.6米，对周至的楼观台很熟悉，每年都要去赶庙会，猜测可能是周至人。3月30日，警方对周至籍在押犯人陈文宝提审，陈文宝交代“小王”可能叫“妙计”，姓氏不详，周至人，与翠峰乡史伍村的孟某某是姨表亲。4月3日，警方从孟某某母亲了解到“小王”的真名叫彭妙计，并获取到彭妙计母亲石某某的家庭住址。4月5日，警方以扶贫队的名义接触石某某，获取到彭妙计妻儿的3张照片。4月7日，警方以招工作掩护，从邻居口中得知彭妙计现居湖北省钟祥市九里乡。4月9日，警方查知彭妙计以彭易华的名义居住在九里乡杨桥村。
4月9日下午1时，彭妙计在湖北省钟祥市九里乡杨桥村被灵宝警方抓获，随后交代了在河南、陕西、安徽、江苏所作的全部案件以及两名同伙丁运好和苏小平。彭妙计在被抓后曾说：“你们逮了条大鱼，可以立功了。南有张子强，北有我小王。”
4月11日下午，丁运好在豫灵被灵宝警方抓获，当晚苏小平在华阴市被陕西警方抓获。

## 事后调查
警方发现，彭妙计只有小学四年级的文化程度，但智商很高，喜欢看警匪片和阅读侦察破案方面的书籍，彭自称研读过《孙子兵法》、《三国演义》等书籍，即使在审讯期间也多次说出“兵贵神速”、“声东击西，打游击战”、“不打无准备之仗”之类的军事术语，加之早年的流浪经历，拥有很强的生存能力和反侦察手段。根据警方调查，彭妙计的自我保护意识和反侦察能力有以下体现：
- 作案时使用异地方言，掩盖其本来口音。彭妙计语言模仿能力极强，能熟练讲四川、河南、陕西、湖北等地的多种方言土语。严令同伙在作案时不准讲话，由他本人恐吓、盘问受害人。在豫陕结合部作案时多讲四川话，在关中地区作案多讲河南话，而在河南、江苏、安徽作案时则讲陕西话。
- 故意把抢劫案件现场伪装成仇杀或情杀现场。彭妙计一伙在几个犯罪现场曾说“你惹人家了”之类的话，在潼关“7·20”案件和灵宝豫灵“8·4”案件当中，彭一伙杀死亢某某一家8人和王某某一家5人，造成仇杀的假象；河南登封“12·16”案件和陕西杨凌“3·21”案件，彭将人杀死后用剪刀将男性受害人的阴茎剪掉，造成情杀的假象。
- 为防止公安机关通过足迹来分析刻画犯罪分子的体貌特征，推断犯罪人数，彭妙计唆使大个子丁运好大脚穿小鞋，自己小脚穿大鞋。有时故意将自己穿的鞋丢弃，换上随身携带的鞋或者将受害人的鞋穿走。
- 蒙面作案，彭妙计表示“晚上作案不仅要看，主要是听，要眼观六路，耳听八方”，因此制作“四孔”蒙面布；戴手套作案，避免留下指纹和其它痕迹物证。
- 每月农历十二至二十三日期间，月光较亮，不宜作案；夏天昼长夜短，户外活动时间长，睡得晚，作案时间不充分，不宜作案；三人都是农民，夏收和秋收期间忙于农活，无暇作案。
- 三人之间互不了解对方个人情况，也不允许互相打听，即便打听也不讲实情，外人只知道彭叫“小王”，其它一概不知。团伙最初的成员“狗子”因为知道彭妙计的出身和住处而被杀人灭口。

## 法院审判
1999年10月29日，河南省三门峡市中级人民检察院以被告人彭易华、丁运好、苏小平、张健、赵晓斌、王天兴、马卫、王林江、程飞、乐发根、华永利分别犯抢劫罪、故意杀人罪、强奸罪、盗窃罪，向三门峡市中级人民法院提起了公诉。
同年12月1日，河南省三门峡市中级人民法院作出了1审判决，以故意杀人罪、抢劫罪、强奸罪、盗窃罪数罪并罚，判处被告人彭易华、丁运好、苏小平、王天兴、张健、赵晓斌死刑，剥夺政治权利终身；也判处被告人马卫死刑、缓期2年执行，剥夺政治权利终身；也判处被告人王林江、程飞有期徒刑20年，剥夺政治权利5年，分别判处被告人乐友根、华永利有期徒刑15年、14年。法院1审判决之后，被告人彭易华、苏小平、赵晓斌、王天兴不服判決，提出了上诉。
2000年1月15日，河南省高级人民法院做出了2审裁定，驳回上诉，维持原判。并且核准被告人彭易华、丁运好、苏小平、张健、赵晓斌、王天兴死刑。13天之後（1月28日）上午，6名死刑犯驗明正身，被押赴刑场，执行死刑枪决。